# الغارات الجوية الأمريكية على ميناء رأس عيسى (أبريل 2025)
الغارات الأمريكية على منشأة رأس عيسى النفطية أو الغارات على ميناء رأس عيسى أو مجزرة رأس عيسى هي سلسلة غارات جوية شنَّتها الولايات المتحدة مساء يوم الخميس 17 أبريل 2025 على ميناء رأس عيسى المطل على البحر الأحمر، سقط على إثرها عشرات الضحايا والجرحى من العاملين في المنشأة التي تعد منشأة مدنية، وقد جاءت الغارات الجوية على موجتين، الموجة أولى خلفت عشرات الضحايا والجرحى وأشعلت النيران في منطقة واسعة النطاق، والموجة الثانية جاءت بالتزامن مع عمليات فرق الإسعاف المدني والإطفاء لإخماد الحرائق وانتشال الضحايا، استشهد على إثرها 33 مدنيا، منهم خمسة مسعفين في الموجة الثانية، وجُرِح ما لا يقل عن 80 في حصيلة أولية وغير نهائية، بحسب ما أعلنته وزارة الصحة اليمنية. وقد كانت قد ارتفعت الحصيلة في وقت لاحق إلى 38 شهيداً و102 جريحاً، وأيضاً قالت وزارة الصحة اليمنية أن الحصيلة مرشحة للزيادة.
في وقت لاحق من يوم الجمعة 18 أبريل، قالت وزارة الصحة اليمنية أن حصيلة عدد الشهداء والجرحى ارتفع إلى 58 شهيداً و126 جريحاً والحصيلة غير نهائية ولا تزال فرق الدفاع المدني تبحث وتنتشل المزيد من الضحايا. وفي وقت لاحق، قالت وزارة الصحة اليمنية أن عدد ضحايا الغارات الأمريكية على منشأة رأس عيسى النفطية ارتفع إلى 74 شهيداً و171 جريحاً في حصيلة غير نهائية، وقالت أن فرق الدفاع المدني لا تزال تعمل على انتشال المزيد من الضحايا من بين الركام والأنقاض. في وقت لاحق وفي مساء ليلة الجمعة 18 أبريل، أعلن مكتب الصحة اليمنية في الحديدة عن أن حصيلة الضحايا ارتفع إلى 80 شهيداً و150 جريحاً، وقال مكتب الصحة أن الحصيلة قد تكون غير نهائية وأن العدد مرشح للارتفاع.